# Klimaatconferentie van Bakoe 2024
De Klimaatconferentie van Bakoe (COP29) was een conferentie van de Verenigde Naties over klimaatverandering. De conferentie vond van 11 tot en met 22 november 2024 plaats in de Azerbeidzjaanse hoofdstad Bakoe en liep een dag uit.
COP29 was de 29ste Conference of the Parties (COP29) in het kader van het Klimaatverdrag (UNFCCC). De conferentie volgde op de Klimaatconferentie van Dubai 2023 – COP28, in Dubai (VAE).

## Deelnemers
Meer dan 65.000 afgevaardigden schreven zich in voor de klimaattop, waardoor het mogelijk de op één na grootste COP ooit zou worden, na de vorige COP28. 
COP29-gastheer Azerbeidzjan had de grootste delegatie op de top, met 2.229 deelnemers. Daarna volgden Brazilië (1.914), Turkije (1.862), de Verenigde Arabische Emiraten (VAE) (1.011) en China (969). Ook ten minste 1.773 lobbyisten voor de fossiele brandstofindustrie mochten de VN-klimaatconferentie bijwonen.